# شيبرم
شيبرم (بالفارسية: شیبرم) هي قرية تقع في قسم بردخون الريفي (مقاطعة دير) في إيران. يقدر عدد سكانها بـ 18 نسمة بحسب إحصاء 2016.